# Zapovjedni blagdani
Zapovjedni blagdani u Katoličkoj crkvi sve su nedjelje u godini, a tu spadaju Uskrs, Duhovi i još neki značajniji dani, te svetkovine:
- Bezgrješno začeće Blažene Djevice Marije,
- Božić,
- Marija Bogorodica,
- Bogojavljenje,
- Sveti Josip,
- Uzašašće,
- Sveti Petar i Pavao,
- Tijelovo,
- Velika Gospa,
- Svi sveti.

Međutim, biskupske konferencije mogu, uz odobrenje Apostolske Stolice neke od zapovjednih blagdana ukinuti ili premjestiti na nedjelju, što se redovito događa. Tako je svih 10 gornjih svetkovina zapovjedno samo u Vatikanu (ne i u ostatku Rimske biskupije) i u Švicarskom kantonu Ticinu. U Hrvatskoj su zapovjedne sljedeće svetkovine:
- Božić,
- Uskrs,
- Tijelovo,
- Velika Gospa,
- Svi sveti.

Katolici u Hrvatskoj rado svetkuju i blagdane koji (više) nisu zapovjedni poput Bogojavljenja, Svijećnice, Uzašašća, Svetog Petra i Pavla, Male Gospe, Bezgrješnog začeća Blažene Djevice Marije, Uskrsni ponedjeljak, drugi dan Božića i dr.